# Guilherme Fernandes
Guilherme Sousa Carvalho Fernandes (nacido en Lisboa, Portugal, el 28 de marzo de 2001) es un futbolista profesional que juega como portero en el Real Valladolid C. F. de la Segunda División de España, cedido por el Real Betis Balompié de la Primera División de España.

## Trayectoria
Comenzó su carrera en el CD Nacional y posteriormente jugó para una academia local del AC Milán y el CS Marítimo antes de unirse al Sporting CP en 2013. Después de un período de cinco años con los Lions, se fue al CF Os Belenenses , antes de firmar un contrato de tres años con el SL Benfica el 20 de julio de 2019.
El 22 de julio de 2021, se incorporó al Amora FC de la Liga 3, debutando el 12 de diciembre, comenzando con una victoria en casa por 1-0 sobre el Vitória FC.
El 4 de julio de 2022, fichó por el CF Estrela da Amadora, pero jugó principalmente con la selección sub-23 y una vez con el filial.
El 19 de julio de 2023, es cedido por un año al Betis Deportivo.
El 5 de julio de 2024, tras ayudar al Betis Deportivo a ascender a la Primera Federación, el Estrela da Amadora anunció el traspaso definitivo de Fernandes al Real Betis; (conservabando el equipo portugués, el 50% de sus derechos económicos).
El 2 de julio del 2025, amplió su vínculo con los verdiblancos hasta 2027,  y fue cedido al Real Valladolid de la Segunda División de España.

## Clubes
Actualizado al último partido disputado el 3 de agosto de 2025.
| Club                           | País     | Año           | Partidos | Goles Recibidos |
| ------------------------------ | -------- | ------------- | -------- | --------------- |
| Amora F. C.                    | Portugal | 2021-2022     |          |                 |
| Estrela Amadora sub-23         | Portugal | 2022-2023     |          |                 |
| Betis Deportivo (cedido)       | España   | 2023-2024     | 22       | 16              |
| Betis Deportivo                | España   | 2024-presente | 35       | 50              |
| Real Valladolid C. F. (cedido) | España   | 2025-presente |          |                 |